# Chris Maguire
Pour les articles homonymes, voir Maguire.
Christopher Jack Maguire est un footballeur écossais né le 16 janvier 1989 à Bellshill. Il joue pour Ayr United.

## Biographie
Le 28 juin 2011, Maguire quitte Aberdeen et rejoint le club anglais de Derby County.
Le 24 juillet 2015, il rejoint Rotherham United.
Le 26 novembre 2015, il est prêté à Oxford United. Il les rejoint de manière permanente le 1er février 2016.
Le 20 juillet 2017, Maguire quitte Oxford et rejoint le club de Bury.
Le 25 juin 2018, il rejoint Sunderland AFC.
Le 7 juillet 2021, il rejoint Lincon City.

## Palmarès
- En 2017, il est finaliste de la EFL Trophy avec l'Oxford United.
- En 2021, il est vainqueur de la EFL Trophy avec le Sunderland AFC